# Macellina caulodes
Macellina caulodes är en insektsart som först beskrevs av Rehn, J.A.G. 1904.  Macellina caulodes ingår i släktet Macellina och familjen Diapheromeridae. Inga underarter finns listade i Catalogue of Life.